# Pavlivka
Pavlivka (în ucraineană Павлівка) este o așezare de tip urban din orașul regional Dovjansk, regiunea Luhansk, Ucraina. În afara localității principale, nu cuprinde și alte sate.

## Demografie
Componența lingvistică a așezării de tip urban Pavlivka
     Ucraineană (60,91%)
     Rusă (38,2%)
     Alte limbi (0,36%)
Conform recensământului din 2001, majoritatea populației așezării de tip urban Pavlivka era vorbitoare de ucraineană (60,91%), existând în minoritate și vorbitori de rusă (38,2%).